# Мартин Ерлић
Мартин Ерлић (Задар, 24. јануар 1998) је хрватски фудбалер који тренутно наступа за Сасуоло. Игра на позицији одбрамбеног играча.

## Успеси
Хрватска
- Светско првенство у фудбалу:  2022.[7]
- Лига нација:  2022/23.[8]